# Extras de parfum
Un extras de parfum este un parfum concentrat, conținând 20%-40% compuși aromatici.